# Oleksandr Lasarewskyj

Oleksandr Lasarewskyj 1858 und 1865

Oleksandr Matwijowytsch Lasarewskyj  (ukrainisch Олександр Матвійович Лазаревський, russisch Александр Матвеевич Лазаревский Alexander Matwejewitsch Lasarewski; * 8. Junijul. / 20. Juni 1834greg. in Hyrjawka, Ujesd Konotop, Gouvernement Tschernigow, Russisches Kaiserreich; † 31. Märzjul. / 13. April 1902greg. in Kiew, Russisches Kaiserreich) war ein ukrainischer Historiker.

## Leben
Oleksandr Lasarewskyj kam in Hyrjawka, dem heutigen Schewtschenkowe in der ukrainischen Oblast Sumy, als Sohn einer von Kosaken abstammenden kleinadeligen Familie und jüngerer Bruder von Wassyl Lasarewskyj zur Welt. Er studierte vom August 1854 bis 1858 an der historisch-philologischen Fakultät der Sankt Petersburger Universität.
Ende März 1858 nahm  er Taras Schewtschenko, nachdem dieser aus seinem Exil nach Sankt Petersburg zurückgekehrt war, zunächst bei sich auf, bevor dieser eine Werkstatt der Russischen Kunstakademie bezog.
Im Februar 1861 veröffentlichte Lasarewskyj das „Reglement“ und das „Manifest zur Abschaffung der Leibeigenschaft“, mit dem er Bekanntheit erlangte und im April 1861 begleitet er, gemeinsam mit dem Künstler Hryhorij Tschestachiwskyj  den Leichnam Taras Schewtschenkos in die Ukraine.
Am 7. Juni 1865 erhielt er die Position eines Provinzialsekretärs und am 21. Juni 1865 wurde er zum Sekretär des Statistischen Komitees des Gouvernement Tschernigow ernannt. Von dieser Zeit an konnte er seine wissenschaftlichen und archivarischen Arbeiten aufnehmen und in großem Umfang umsetzten. Ab 1868 war er Richter in Tschernigow, Poltawa und Krementschuk. Von April 1874 an war er Mitglied des Bezirksgerichts Nischyn und ab 1879 war er Vorsitzender des Kursker Landgerichts. Vom Mai 1880 an war er der Vorsitzende des Kiewer Amtsgerichts und im Dezember 1885 wurde er zum Mitglied der Kiewer Justizkammer gewählt und verblieb dies bis an sein Lebensende.
In Kiew wurde er aktives Mitglied der Historischen Gesellschaft von Nestor dem Chronisten (Киевское общество летописца Нестора) und einer der Gründer der Zeitschrift Kiewskaja staryna (Кіевская старина), deren Herausgeber er 1890/1891 war. Lasarewskyj starb 57-jährig in Kiew und wurde an seinem Geburtsort beerdigt.
Oleksandr Lasarewskyj war der Vater des ukrainischen Schriftstellers Borys Lasarewskyj (1871–1936), des ukrainischen Literaturkritikers Hlib Lasarewskyj (1877–1949) sowie der Historikerin und Archäologin Kateryna Lasarewska (1879–1939)

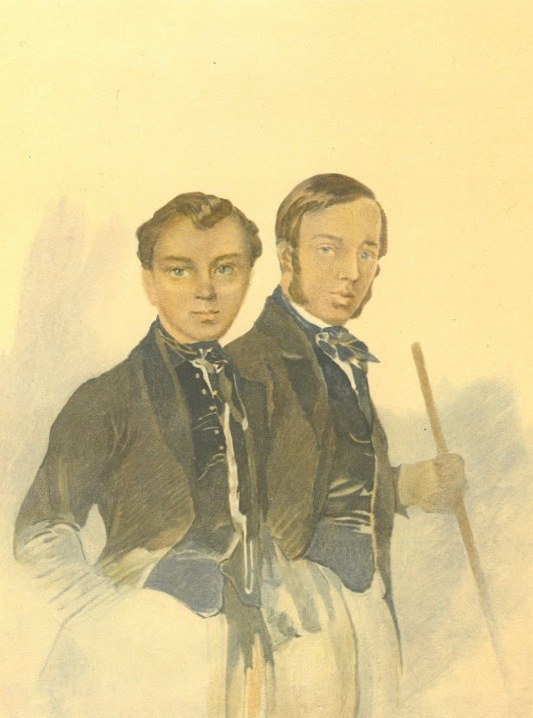
Die Brüder Fedir und Oleksandr Lasarewskyj; Taras Schewtschenko 1849

## Werk
Zwischen 1880 und 1902 veröffentlichte Lasarewskyj 340 Werke und Sammlungen von Dokumenten. 
Seine Werke behandelten hauptsächlich die Geschichte der Linksufrigen Ukraine der zweiten Hälfte des 17. und des 18. Jahrhunderts.
Oleksandr Lasarewskyj war ein enger Bekannter und einer der ersten Biographen des ukrainischen Nationaldichters Taras Schewtschenko.

## Ehrungen
- Orden der Heiligen Anna 2. Klasse
- Orden des Heiligen Wladimir 3. und 4. Klasse
- Rang eines Echten Staatsrats.[2]